# Gun Röring
Gun Röring   (Umeå, 17 de juny de 1930 - Umeå, 17 de març de 2006), de casada Lindh, va ser una gimnasta artística sueca que va competir durant les dècades de 1940 i 1950.
El 1952 va prendre part en els Jocs Olímpics d'Estiu de Hèlsinki, on disputà les set proves del programa de gimnàstica. Guanyà la medalla d'or en la competició del concurs per aparells, mentre fou quarta en el concurs complet per equips.